# Kerti rigó
A kerti rigó (Turdus hortulorum) a madarak osztályának verébalakúak (Passeriformes) rendjébe és a rigófélék (Turdidae) családjába tartozó faj.
A magyar név forrással nincs megerősítve.

## Rendszerezése
A fajt Philip Lutley Sclater angol ornitológus írta le 1863-ban.

## Előfordulása
Dél-Korea, Hongkong, Japán, Kína, Makaó, Oroszország, Tajvan és Vietnám  területén honos. Természetes élőhelyei a szubtrópusi és trópusi síkvidéki esőerdők, mérsékelt övi erdők és cserjések. Vonuló faj.

## Megjelenése
Testhossza 23 centiméter, testtömege 61-69 gramm.

## Természetvédelmi helyzete
Az elterjedési területe rendkívül nagy, egyedszáma viszont ismeretlen. A Természetvédelmi Világszövetség Vörös listáján nem fenyegetett fajként szerepel.